# Бібліотека імені Квітки-Основ'яненка
Бібліотека імені Квітки-Основ’яненко Дарницького району м. Києва. 

## Адреса
м. Київ, вул. Завальна, 1-в

## Характеристика
До жовтня 2013 р. площа приміщення бібліотеки - 168,0 кв.м., Книжковий фонд - 18,7 тис.примірників. Щорічно обслуговує 3,5 тис. користувачів. кількість відвідувань за рік - 18.0 тис., книговидач - 64,0 тис. примірників.

## Історія бібліотеки
Бібліотека заснована у 1947 році. У 1998 році Постановою Кабінету Міністрів України присвоєно ім'я Квітки-Основ'яненко. Бібліотека спрямовує свою діяльність на виховання у читачів національної свідомості, патріотизму, проводить багато цікавих заходів з народознавства та історії Дарниці. Сприяє спілкуванню людей, яких об’єднує спільний інтерес та любов до землі, садівництва, городництва. Робочий інструмент кожного співробітника бібліотеки - не ручка й формуляр, а власна душа.
До послуг користувачів - абонемент та затишний читальний зал.
Раніше знаходилася за адресою: м. Київ, вул. Севастопольська, 16/27
З 1 листопада 2013 р. бібліотека знаходиться за новою адресою.